# Жак Буржуа
Жак Буржуа (фр. Jacques Bourgeois; 1912 — 30 серпня 1996) — французький музикознавець.

## Біографія
Під час Другої світової війни, Жак Буржуа брав участь, як лідер Mouvement national des prisonniers de guerre et déportés (Національний рух військовополонених та депортованих). У 1943 році, він співпрацював із Франсуа Міттераном, який потім йому і його другу Альберту Медіну висунув підозру подвійних агентів у гестапо. Він навіть розглядав їх стратити, але утримався від цього через відсутність доказів. У вересні 1944 року, після звільнення Парижа, Жак був заарештований і допитаний Едгаром Мореном і Діонісом Масколо. Але був визнаний невинним і продовжив свою кар'єру в якості музичного теоретика і критик аж до своєї смерті в 1996 році в Парижі. (Джерело: Міттеран Філіп Шорт.)
Він був одним з учасників (разом з Антуаном Ґолеа і Жаном Роєм) знаменитої радіопрограми La Tribune des critiques de disques (Трибуна рекордсменів) Арманда Паніґеля на хвилях радіо Музична Франція. Також він був художнім керівником «Хорегій Оранжу» і продюсером радіопрограми Jeunes Chanteurs de demain (Молоді співаки завтра) на Музичній Франції.

## Праці
- 1976: Ріхард Ваґнер, Париж, Сьогоднішні видання
- 1978: Джузеппе Верді, Париж, Видання Julliard
- 1982: Опера: від походження до завтра,[3] Julliard